# Gemini 3
Gemini 3 (GT-3) fu il primo volo spaziale effettuato con una capsula con un equipaggio composto da due persone nell'ambito del Programma Gemini americano.

## L'equipaggio
Con un anno di anticipo, il 13 aprile 1964 venne reso noto all'opinione pubblica i nomi degli astronauti della missione Gemini 3. La scelta cadde sul veterano del programma Mercury Gus Grissom come comandante e su John Young quale pilota. Young fu il primo del secondo gruppo di astronauti scelti dalla NASA per volare nello spazio.
| Grado      | Astronauta     |
| ---------- | -------------- |
| Comandante | Virgil Grissom |
| Pilota     | John Young     |

### Equipaggio di riserva
L'equipaggio di riserva era composto da Walter Schirra e Thomas Stafford. Anche questo equipaggio era composto da un astronauta esperto e da un esordiente.
| Grado      | Astronauta        |
| ---------- | ----------------- |
| Comandante | Walter M. Schirra |
| Pilota     | Thomas Stafford   |

Grissom ebbe l'onore - secondo la tradizione della NASA - di poter battezzare la capsula di Gemini 3: in memoria della Liberty Bell 7, la capsula su cui volò durante la sua missione del programma Mercury e che sprofondò nell'Oceano Atlantico, Grissom scelse il nome di Molly Brown, con riferimento al musical e al film che da esso fu derivato The Unsinkable Molly Brown (L'inaffondabile Molly Brown), che tratta della tragedia del Titanic del quale la protagonista Molly Brown fu passeggera. Questo senso dell'umorismo trovò pochi sostenitori alla NASA e allora Grissom propose in alternativa addirittura la denominazione di Titanic - a maggior motivo rifiutato. La conseguenza di quest'esperienza fu che la NASA ruppe la tradizione, non denominando più per anni alcuna capsula spaziale.
Per questo breve volo furono necessari solo due radiofonisti di contatto - (Capcoms): tale incarico venne assunto per il centro di controllo di Cape Canaveral da Gordon Cooper, astronauta con esperienza nel programma Mercury, mentre Roger B.Chaffee, astronauta del terzo gruppo scelto dalla NASA, operò da Houston (Texas).

### Assistenti di volo
- Gordon Cooper
- Roger Chaffee

### Equipaggio originale
| Grado      | Astronauta        |
| ---------- | ----------------- |
| Comandante | Walter M. Schirra |
| Pilota     | Alan Shepard      |

## Parametri di missione
- Massa: 3,236.9 kg
- Perigeo: 161.2 kilometri (100.2 mi)

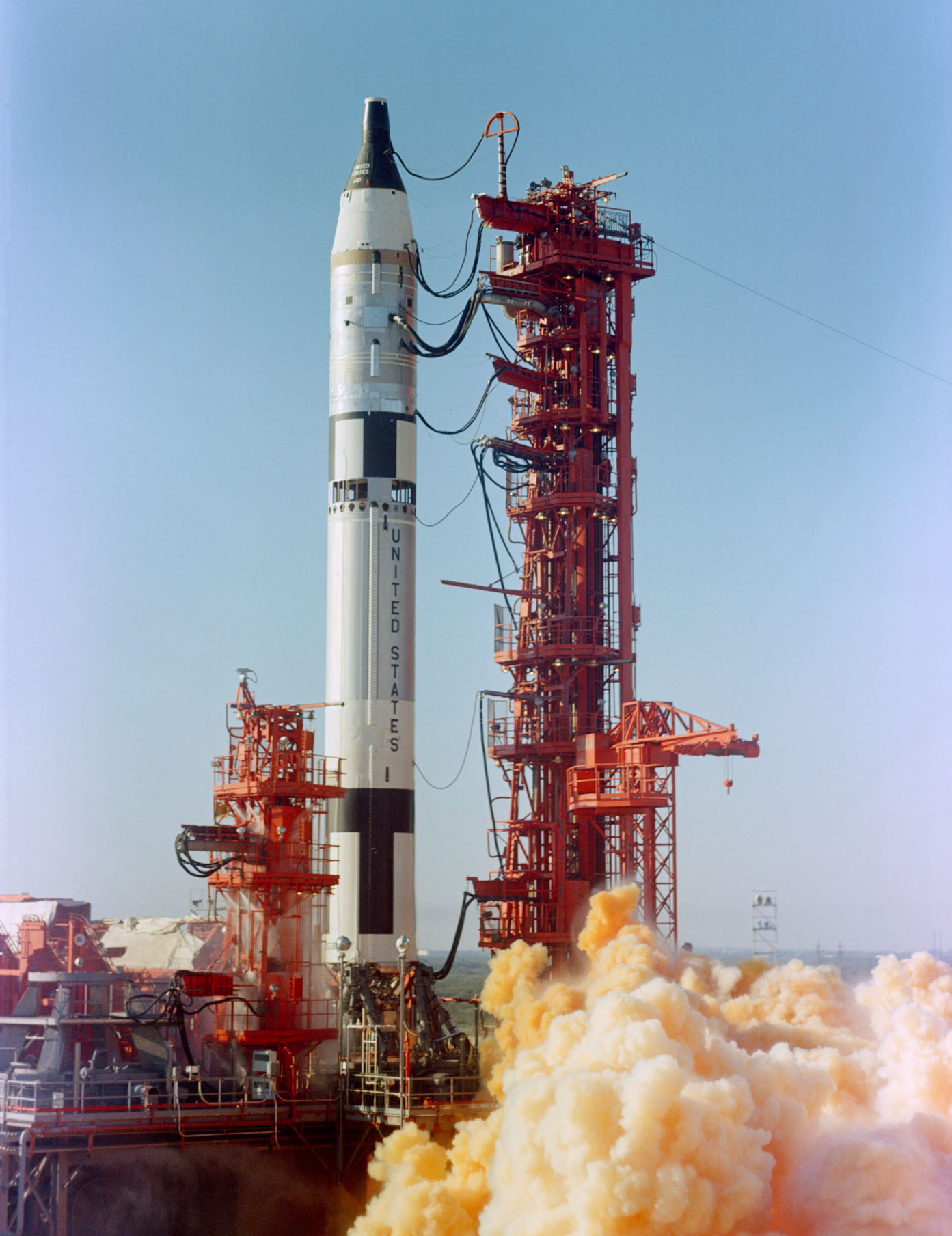
Il lancio, 23 marzo 1965

- Apogeo: 224.2 kilometri (139.3 mi)
- Inclinazione: 32.6 gradi
- Periodo: 88.3 minuti

## Preparazione
Considerando che la capsula Gemini era del tutto nuova, i quattro astronauti dei due equipaggi scelti per la missione dovettero spendere la maggior parte del tempo previsto per la loro preparazione in un apposito simulatore di volo. In un primo momento tale lavoro fu svolto direttamente presso il costruttore McDonnell Aircraft a St. Louis, e solo in un secondo tempo a Cape Canaveral. Altre esercitazioni vennero effettuate con aerei caccia e vi furono ulteriori prove specifiche, quali i lanci con il paracadute e la semplice discesa dalla capsula galleggiante in mare.
La capsula venne trasportata a Cape Canaveral il 4 gennaio 1965. Il 23 gennaio seguì il razzo vettore del tipo Titan e il tutto venne assemblato il 17 febbraio. Seguì comunque un ulteriore mese di prova del complesso dei sistemi installati.
Sia Grissom sia Young indossavano al collo due crocette di San Geminiano. Avevano raccolto infatti l'invito di una maestra modenese, Tina Zuccoli che all'epoca insegnava a Budrione di Carpi (Modena) e aveva ottenuto l'appoggio del Vescovo della città emiliana e dell'Ammiraglio Massey che nel 1963 aveva ospitato Tina e i suoi alunni sulla U.S. Forrestal in rada a Napoli. 

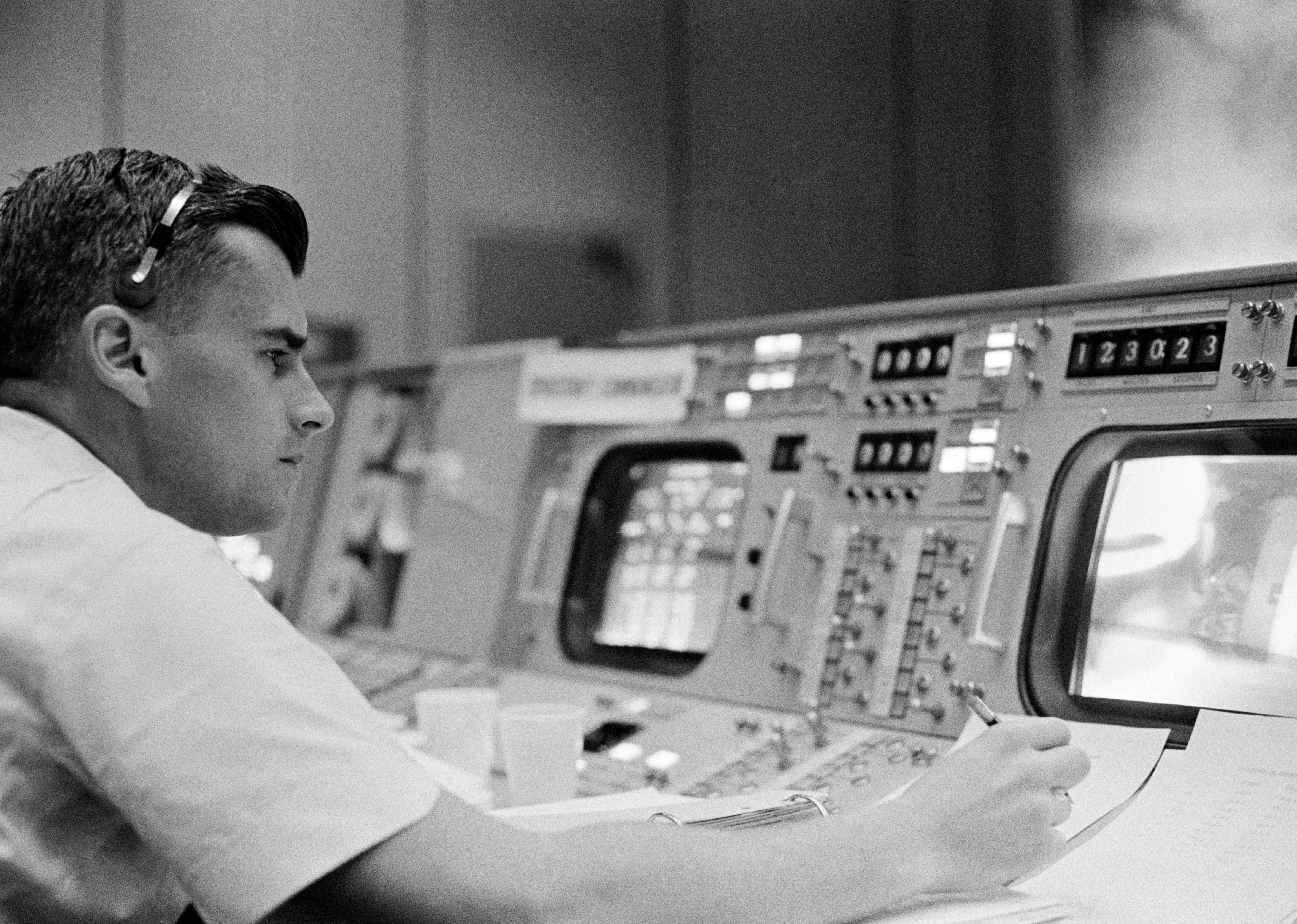
Roger Chaffee al Mission control durante il volo del Gemini 3

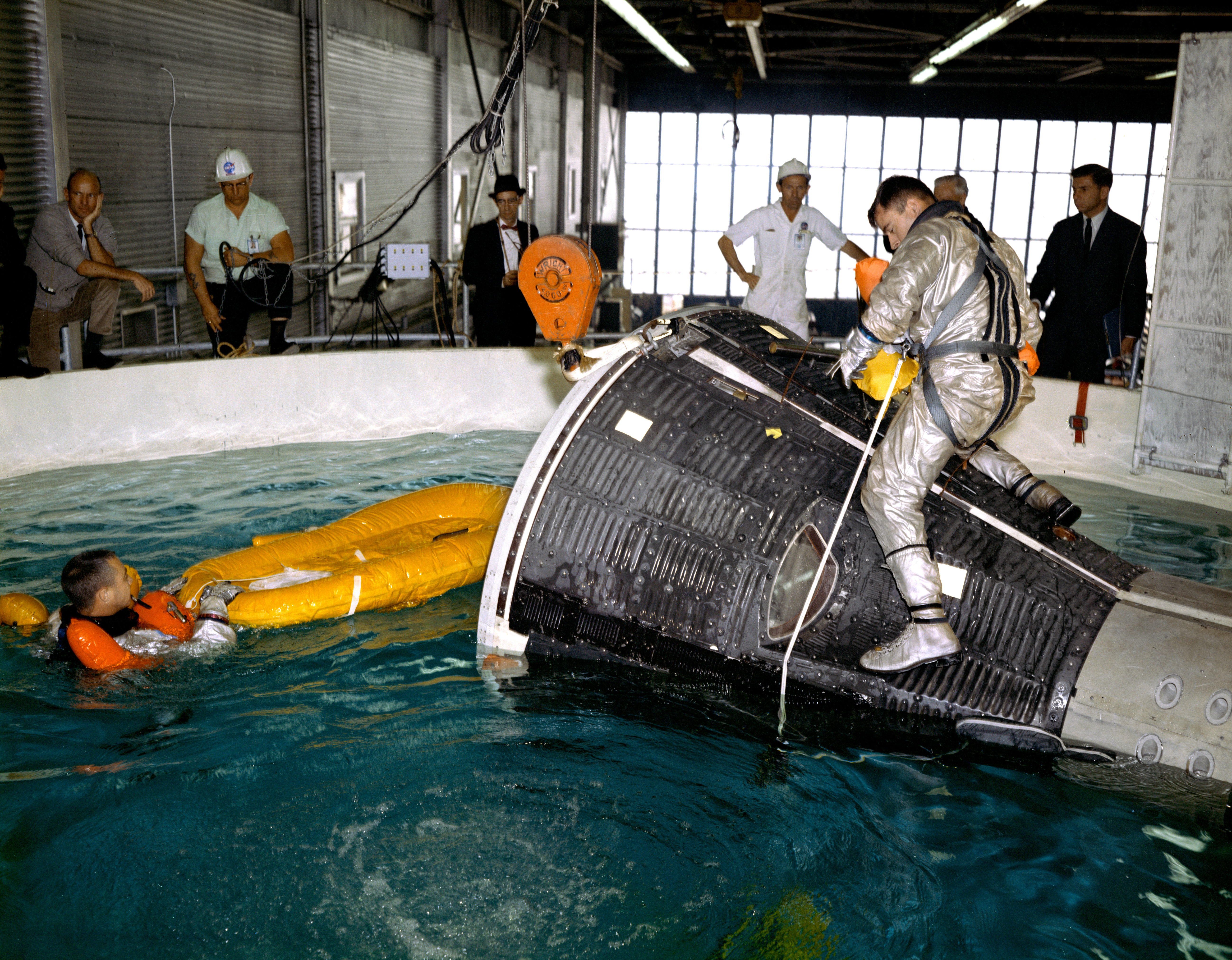
Young e Grissom in una esercitazione in acqua all'Ellington Air Force Base, Texas

## La missione
Il lancio di Gemini 3 venne effettuato nella mattinata del 23 marzo 1965. Oltre agli esperimenti di carattere tecnico erano previsti tre esperimenti scientifici durante la fase di volo. Questi però riuscirono solo in parte.
Inoltre fu occasione di polemica il fatto che l'astronauta Young aveva portato a bordo un sandwich all'insaputa della NASA. Infatti durante il volo era previsto che gli astronauti testassero il cibo appositamente preparato per queste missioni. Il comandante Grissom, noto per il suo umorismo, aveva preventivamente dichiarato di mangiare tale cibo solo in mancanza d'altro. Dunque, al momento indicato per l'esperimento, Young - non volendo essere da meno - estrasse un sandwich della marca preferita di Grissom stupendolo non poco. Ovviamente le briciole volavano un po' dappertutto nell'abitacolo della capsula spaziale a causa dell'assenza di peso. La NASA reagì polemicamente, dimostrando poca comprensione per gli astronauti.
Durante le orbite terrestri vennero effettuate più correzioni della traiettoria per testare la funzionalità dei congegni di pilotaggio. Durante l'ultima accensione di questi congegni, Gemini 3 venne portata in un'orbita abbastanza bassa, che avrebbe garantito il rientro automatico della capsula nell'atmosfera terrestre anche in caso di malfunzionamento o addirittura di disfunzione dei razzi di frenatura.

## Il rientro
Dopo tre orbite terrestri vennero accesi i retrorazzi. L'ammaraggio venne effettuato in due distinte fasi: durante la prima la capsula è appesa con il muso all'insù, mentre durante la seconda la capsula viene girata, portandola in una posizione con il muso obliquo all'ingiù, sempre in balia dei paracadute. Questa manovra comportò non pochi problemi; infatti i due astronauti vennero scagliati verso la finestra dell'abitacolo. Il casco di Young risultò graffiato fortemente, mentre la visiera di Grissom si spezzò addirittura.
Dato che la forza di resistenza all'aria della capsula spaziale era stata calcolata erroneamente, Gemini 3 atterrò a circa 84 km di distanza dal punto preventivamente indicato. L'elicottero di recupero, partito dalla USS Intrepid, impiegò circa 30 minuti per raggiungere la capsula. Grissom e Young non ebbero il coraggio di aprire il portello prima che i sommozzatori avessero finito di montare il galleggiante intorno alla "Molly Brown", per evitare che questa facesse la stessa fine della Liberty Bell.
A causa del calore all'interno dell'abitacolo e in particolar modo a causa del dondolio della capsula, entrambi gli astronauti soffrirono di mal di mare.

## Importanza per il programma Gemini
Il breve volo fu la dimostrazione dell'affidabilità dei razzi vettore Titan e della capsula Gemini. Ad esclusione dei lievi problemi intercorsi durante gli esperimenti scientifici, tutti gli obbiettivi della missione furono centrati; pertanto i preparativi per le successive missioni del programma Gemini poterono continuare senza subire ritardi.